# Седрік Маті
Седрік Маті (2 лютого 1970) — бельгійський велогонщик.
Бронзовий призер Олімпійських Ігор 1992 року в гонці за очками.